# Oglinda (Star Trek: Seria originală)
Oglinda (The Changeling) este un episod din sezonul al II-lea al Star Trek: Seria originală care a avut premiera la 29 septembrie 1967. Episodul a fost regizat de Marc Daniels pe baza unui scenariu realizat de John Meredyth Lucas. Acest episod este unul dintre cele câteva episoade din seria originală care au loc în întregime la bordul navei Enterprise. Celelalte episoade sunt "Journey to Babel," "Charlie X," "Elaan of Troyius," "Let That Be Your Last Battlefield," și "Is There in Truth No Beauty?".

## Prezentare
Membrii echipajului navei Enterprise îl întâlnesc pe Nomad—o sondă spațială indestructibilă, cu misiunea de a distruge planete, care îl consideră pe Kirk creatorul său. Star Trek: Filmul a fost într-o anumită măsură o elaborare pe tema acestui episod.

## Distribuție
- Blaisdell Makee - Singh
- Arnold Lessing - Security Guard
- Vic Perrin - Vocea Nomadului
- Eddie Paskey - Lt. Leslie
- William Blackburn - Lt. Hadley
- Meade Martin - Crewman
- Roger Holloway - Lt. Lemli
- Frank da Vinci - Lt. Brent
- Jay Jones